# Ricciarda Gonzaga
Ricciarda Gonzaga, född 1698, död 1768, var en italiensk adelskvinna, hertiginna av Massa och Carrara mellan 1715 och 1731 som gift med hertig Alderano I Cybo-Malaspina.
Hon var ställföreträdande regent i Massa och Carrara för sin dotter Maria Teresa Cybo-Malaspina under hennes omyndighet mellan 1731 och 1744. Hon fungerade också som interimsregent i Novellara och Bagnolo mellan sin brors död 1728 och fram till att kejsaren hade utsett en ny länsinnehavare där 1737. 